# 9 to 5 (Sheena Easton)
9 to 5 è un brano musicale scritto da Florrie Palmer e pubblicato come singolo dalla cantante britannica Sheena Easton nel 1980. Il brano, noto anche come Morning Train, è incluso nell'album Take My Time.
Negli Stati Uniti e in Canada il brano è uscito con il titolo Morning Train (9 to 5), per non creare confusione con il brano 9 to 5 di Dolly Parton.

## Tracce
- 7"

1. 9 to 5
2. Moody (My Love)